# Mekkawi Said
Mekkawi Said (in arabo مكاوي سعيد; Il Cairo, 6 luglio 1955 – Egitto, 2 dicembre 2017) è stato uno scrittore egiziano.

## Biografia
Ha studiato all'università del Cairo. Ha attualmente un contratto con la casa editrice de Il Cairo Al-Dar.
Ha pubblicato il suo primo libro, una raccolta di racconti, nel 1981. Successivamente ha pubblicato altre brevi storie e due romanzi. Il suo secondo romanzo Cairo Swan Song è stato un bestseller e fu nominato per il premio per il miglior libro in arabo nel 2008. Il romanzo è stato tradotto in inglese da Adam Talib e pubblicato dalla casa editrice AUC.